# 이우영 (1903년)
이우영(李宇英, 일본식 이름:  天田宇英, 1903년 ~ 1993년 8월 5일)은 일제강점기와 대한민국의 천도교 지도자이다.

## 생애
출신지는 함경남도 북청이다. 일찍 천도교에 입문하여 천도교 북부교구에서 일하던 중, 1919년에 손병희를 필두로 천도교 인사들이 주도적으로 참여한 3·1 운동에 가담하였다.
3·1 운동 후 손병희가 사망하면서 천도교가 신파와 구파로 내분 상태에 들어갔을 때, 이우영은 최린의 신파 계열 인사로 분류되었다. 일제 강점기 말기에 천도교 시국대처부 간사, 국민정신총동원천도교연맹 이사, 국민총력천도교연맹 이사를 지내는 등 천도교 교단 차원의 태평양 전쟁 협력에 적극 나섰다. 천도교 신도와 지도자들이 부여신궁에서 근로봉사를 했을 때 대표를 맡은 일도 있다.
1935년 천교도청년당 북청부 대표에 임명되었다. 주로 출생지인 함경남도 북청군 일대에서 활동하다가 1937년 7월 중일전쟁 직후 천교도단이 시국대처부를 설치하자 이단과 함께 간사에 선출되어 활동했다.
1938년 4월 전교도청년당 중앙집행위원 겸 총무에 선출되었다.
1939년 4월 천도교본부 신도관서에 임명되어 간부로서 중일전쟁 이후 천교도인의 전쟁 협력을 독려하였다. 6월에는 국민정신총동원 천도교연맹이 조직되면서 이사에 선임되었다. 천도교연맹은 서울에 연맹 본부를, 지방에 종리원연맹과 전도실연맹을 두고, 연맹 본부와 지방 본부의 이사장을 비롯한 간부에 중앙교단과 지방교단의 간부들을 그대로 임명하는 방식으로 전국적인 조직을 이용해 전쟁협력을 주도했다.
1940년 1월에 '황기 2600년! 흥아성전 제4년! 창도 제81년!'을 강조한 「도발」 제9호를 간부 명의로 보내면서 '국가가 있어야 국민이 있다'는 국가지상·국가제일의 정신을 갖출 것과 '일본제국이 실현하고 있는 신동아 건설의 이상'은 시운과 천운에 따른 것임을 선전함으로써 침략전쟁에 협력했다.
태평양 전쟁이 종전된 뒤 1946년에 천도교 신구파는 분립을 결정하였다. 이우영은 구파 측의 천도교총부에 대응하는 신파 측의 천도교본부 대표를 맡았고, 천도교청우당에도 참가하였다.
이후 천도교중앙총본부에서 법도관장, 경리관장, 교무관장, 감사원장을 지냈다. 천도교는 1970년대 중반부터 다시 내분이 일어나면서 잠시 갈라섰다가, 1976년 12월에 새교령으로 이우영을 선출하고 갈등을 일단 봉합하였다.
2008년에 공개된 민족문제연구소의 친일인명사전 수록예정자 명단 중 천도교 부문에 선정되어 있다.

## 같이 보기
- 국민정신총동원천도교연맹
- 국민총력천도교연맹

## 참고 문헌
- 이우영(李宇英) - 국사편찬위원회
- 친일인명사전편찬위원회 (2009). 《친일인명사전》. 52, 53쪽.